# Connecticut Huskies (basquetebol feminino)
UConn Huskies é o programa de basquete universitário que representa a Universidade de Connecticut em Storrs, Connecticut, na competição de basquete feminino da Divisão I da NCAA. Atualmente a equipe joga na Big East Conference.
UConn Huskies é o programa de basquete feminino mais bem-sucedido dos Estados Unidos, tendo conquistado um recorde de 12 campeonatos nacionais da Divisão I da NCAA e um recorde feminino de quatro campeonatos consecutivos, de 2013 a 2016, além de mais de 50 campeonatos de torneios e temporadas regulares de conferências. A equipe participou de todos os torneios da NCAA desde 1989; no final da temporada de 2018-19, essa é a terceira maior sequência ativa na Divisão I. De 2008 a 2022, a equipe participou de um recorde de 14 Final Fours consecutivos.
A UConn possui as duas sequências de vitórias mais longas (masculina ou feminina) na história do basquete universitário. A sequência mais longa, de 111 vitórias consecutivas, começou com uma vitória contra a Universidade de Creighton em 23 de novembro de 2014 e terminou em 31 de março de 2017, quando um buzzer-beater no final da prorrogação causou uma derrota de 66-64 contra o Mississippi State na Final Four de 2017. A segunda sequência conta com 90 vitórias consecutivas, incluindo duas temporadas invictas (2008-09 e 2009-10), e foi delimitada por duas derrotas contra Stanford, a primeira em 6 de abril de 2008, nas Semifinais Nacionais do Torneio da NCAA, e a segunda – três temporadas depois – em 19 de dezembro de 2010. As Huskies também possuem a mais longa sequência de vitórias em jogos de temporada regular na história universitária; após uma derrota na prorrogação para Stanford em 17 de novembro de 2014, elas venceram seus 126 jogos seguintes de temporada regular até uma derrota de 68-57 contra Baylor em 3 de janeiro de 2019.
O atual treinador principal da UConn é Luigi "Geno" Auriemma, que entrou para a equipe em 1985. Auriemma é o treinador mais bem-sucedido do basquete universitário. Suas 1250 vitórias são as maiores de qualquer treinador da NCAA em qualquer esporte, e seu recorde de 1250-165 (.883) em abril de 2025 representa a maior porcentagem de vitórias entre os treinadores de basquete da NCAA (mínimo de 10 temporadas), em qualquer nível, masculino ou feminino.
A UConn também tem sido uma das líderes em público do basquete feminino; a equipe joga suas partidas em casa no Harry A. Gampel Pavilion em Storrs e na PeoplesBank Arena em Hartford.